# Браун, Дэн
Дэниэл Герхард (Дэн) Бра́ун (англ. Dan Brown; 22 июня 1964 года, Эксетер, штат Нью-Гэмпшир, США) — американский писатель, журналист, музыкант. Из-под его пера вышли такие бестселлеры, как «Ангелы и демоны», «Код да Винчи», «Утраченный символ» и «Инферно», рассказывающие о тайных обществах, символике, заговорах.
Его первый роман «Цифровая крепость» (1998) посвящён деятельности Агентства национальной безопасности США.

## Биография
Дэн Браун родился 22 июня 1964 года в Нью-Гэмпшире (США) в семье профессора математики Ричарда (Дика) Брауна и музыканта Констанции (Конни) Браун. У Дэна есть младшая сестра Валери (1968 года рождения) и брат Грегори (Грег) (1974 года рождения), композитор.
Браун окончил Академию Филлипса в Эксетере, где его отец преподавал математику, а также писал учебники и пособия, до ухода на пенсию в 1982 году. Мать и отец Брауна были музыкантами, мать также служила органистом в церкви. Семья принадлежала к Епископальной церкви США. Дэн Браун окончил частную школу при академии, а после окончания поступил в Амхерстский колледж, где являлся активным членом студенческого братства Psi Upsilon. Браун выпустился в 1986 году, а последний год обучения провёл в Испании в Севильском университете, изучая историю искусств.
Окончив обучение в колледже, Дэн Браун сделал ставку на музыкальную карьеру в качестве автора песен, музыканта и исполнителя. Браун выпустил несколько компакт-дисков (CD) со своими записями. В 1991 году он переехал в Голливуд, где зарабатывал на жизнь преподаванием в начальной школе Беверли Хиллз (англ. Beverly Hills Preparatory School).
В 1993 году Дэн Браун вместе с семьёй вернулся в Нью-Гэмпшир и стал преподавать английский язык в Академии Филлипса в Эксетере, а также испанский в Lincoln Akerman School.
Блис (Блайт) Браун, супруга Дэна — художник и искусствовед, помогала Брауну в его научных исследованиях. Она сопровождала его в поездках и исследовательских путешествиях. В 1995 году результатом совместной работы супругов стала книга-бестселлер «187 мужчин, от которых следует держаться подальше: путеводитель для романтически фрустрированных женщин».
В 1998 году Браун, давно интересовавшийся философией, историей религий, криптографией и тайными обществами, опубликовал свой первый роман-триллер — «Цифровая крепость», ставший бестселлером. Роман исследует тонкую грань между гражданской свободой и национальной безопасностью и повествует о работе секретного подразделения — агентства национальной безопасности.
Последующие произведения Брауна создавались на «стыке жанров» триллера, интеллектуального детектива, романа-загадки. В 2000 году вышел конспирологический детектив «Ангелы и демоны», а в 2001 году последовал триллер «Точка обмана», рассказывающий о сложных аспектах нравственности в политике и влиянии на национальную безопасность.
В 2003 году приключения профессора Роберта Лэнгдона из «Ангелов и демонов» были продолжены романом «Код да Винчи».
За первую неделю продаж роман «Код да Винчи» занял первое место в списке нью-йоркских бестселлеров по версиям газет The New York Times, The Wall Street Journal, San Francisco Chronicle. Позже стал хитом номер № 1 во всех крупных рейтингах бестселлеров в стране. В мае 2006 года вышла экранизация романа «Код да Винчи», а в 2009 году — экранизация романа «Ангелы и демоны».
В сентябре 2009 года был опубликован роман «Утраченный символ», приоткрывающий завесу тайны над масонским прошлым Америки и ставший третьим романом о Роберте Лэнгдоне. В мае 2013 года вышла четвёртая часть этой серии — «Инферно».
28 сентября 2016 года Сонни Мехта — председатель и главный редактор «Knopf Doubleday Publishing Group» — объявил, что издательство «Doubleday» начало подготовку к публикации очередного романа Брауна о Роберте Лэнгдоне — «Происхождение», выпуск которого был намечен на 26 сентября 2017 года. Роман вышел 3 октября 2017 года в издательстве «Doubleday». На русском языке роман вышел в декабре 2017 года.
В начале 2020 года Дэн Браун объявил о том, что готовит к публикации осенью этого же года книгу для детей «Дикая симфония», а также альбом с классической музыкой.
Писатель также занимается журналистикой, регулярно публикуется в журналах «Newsweek», «Time», «Forbes», «People», «GQ», «The New Yorker», выступает в различных популярных радио- и телепрограммах.

## Критика
Литературный стиль Брауна подвергся резкой критике со стороны ряда литераторов. Британский поэт, редактор и литературный деятель Том Чиверс назвал прозу Брауна «настолько свинцовой, что из неё можно делать кровлю для церквей».
Другую волну критических замечаний вызвали заявления Брауна, сделанные им в предисловиях к собственным книгам, в которых утверждается, что его работы основываются на исторических фактах.
В сентябре 2009 года Браун ответил на критику следующим образом:

«В этих книгах я делаю нечто сугубо намеренное и специфичное. Мысль заключается в том, чтобы смешать факт и вымысел в очень современной и эффективной манере, чтобы рассказать историю. Есть те, кто понимает, что я делаю — и они как бы запрыгивают на поезд, чтобы прокатиться и получить удовольствие, а есть другие люди — которым, вероятно, следует читать кого-нибудь другого».
Оригинальный текст (англ.)I do something very intentional and specific in these books. And that is to blend fact and fiction in a very modern and efficient style, to tell a story. There are some people who understand what I do, and they sort of get on the train and go for a ride and have a great time, and there are other people who should probably just read somebody else.
— Дэн Браун. Из интервью в телевизионной программе Today
В свою очередь тот же Чиверс обращает внимание на то, что Браун предварил пролог романа «Код да Винчи» утверждением, что «все описания произведений искусства, архитектуры, документов и тайных ритуалов в романе точны». Опровергая это утверждение, Чиверс привёл ряд отступлений от реальных фактов в книге Брауна. Например, Чиверс заметил, что Приорат Сиона был не «тайным обществом, основанным в XI веке», как говорит автор в предисловии к роману, а мистификацией, созданной французом Пьером Плантаром в 1956 году. Подобные расхождения с установленными фактами наблюдаются и в других произведениях Брауна. Так, в «Ангелах и Демонах» сообщается, что Коперника сожгла на костре Римско-католическая церковь, хотя в действительности Коперник прожил долгую жизнь и умер в старости. После утверждения в той же книге о том, что Рафаэль был вначале захоронен в Урбино, на его могиле в Пантеоне пришлось даже добавить табличку о том, что Браун неправ и прах Рафаэля всегда покоился в Риме. В книге традиция причащения в христианстве была перенята у ацтеков, хотя на самом деле ведёт начало с первого столетия нашей эры. А Галилей не входил в «Общество иллюминатов», которое на самом деле было основано более чем через 100 лет после смерти Галилея.

### Отдельные произведения
- Цифровая крепость (англ. Digital Fortress, 1998)
- Точка обмана (англ. Deception Point, 2001)

### Серия «Роберт Лэнгдон»
- Ангелы и демоны (англ. Angels & Demons, 2000)
- Код да Винчи (англ. The Da Vinci Code, 2003)
- Утраченный символ (англ. The Lost Symbol, 2009)
- Инферно (англ. Inferno, 2013)
- Происхождение (англ. Origin, 2017)
- Тайна из тайн (англ. The Secret of Secrets, 2025)[13]

### Детские книги
- Дикая симфония (англ. Wild Symphony, 2020)

## Экранизации
- 2006 — Код да Винчи
- 2009 — Ангелы и Демоны
- 2016 — Инферно
- 2021 — Утраченный символ